# Microregione di Itaguaí
Itaguaí è una microregione dello Stato di Rio de Janeiro in Brasile, appartenente alla mesoregione Metropolitana do Rio de Janeiro.

## Comuni
Comprende 3 municipi:
- Itaguaí
- Mangaratiba
- Seropédica